# Анненков, Геннадий Иванович
Генна́дий Ива́нович А́нненков (14.09.1928 — 16.03.2006, Москва) — российский военный инженер, испытатель ракетной техники, лауреат Государственной премии СССР (1981).

## Биография
На военной службе с июля 1946 по октябрь 1987 года, полковник (1971).
Окончил Краснодарское артиллерийско-минометное училище (1949) и Ростовское ВКИУ (1963).
Послужной список:
- 1949—1951 командир взвода, 1951—1953 секретарь комсомольской организации минометного полка;
- 1953—1957 помощник начальника политотдела по комсомолу Ставропольского Суворовского военного училища,
- 1957—1963 помощник начальника политотдела по комсомольской работе Ростовского высшего Артиллерийского Инженерного училища.
- 1963—1967 в НИИП-53 МО СССР: старший инженер-испытатель, с 1964 — начальник лаборатории — ведущий инженер-испытатель.
- 1967—1974 старший офицер отдела Главного Управления космических средств МО (ГУКОС).
- 1974—1987 начальник отдела Управления вооружения ГУКОС.

Уволен с действительной военной службы в октябре 1987.
Участник создания ракетных систем и комплексов.
Лауреат Государственной премии СССР (1981). Награждён орденами Красного Звезды (1978), Трудового Красного Знамени (1978) и медалями.
Умер 16.03.2006 в Москве; похоронен на кладбище «Ракитки» п. Мосрентген.